# Wildlife (película)
Wildlife es una película dramática estadounidense del 2018, dirigida por Paul Dano y escrita por Dano y Zoe Kazan. Está basada en la novela Wildlife de 1990 de Richard Ford. La película es protagonizada por Jake Gyllenhaal, Carey Mulligan, Ed Oxenbould y Zoe Margaret Colletti, y marcará el debut de Dano como director. La película fue aclamada por la crítica, y muchos elogiaron las actuaciones de Mulligan y Gyllenhaal. La película está dedicada a la memoria del compositor Johánn Johánnsson. 
La película tuvo su estreno en el Festival de Cine de Sundance de 2018. Fue estrenada el 19 de octubre de 2018 por IFC Films y en el Reino Unido el 9 de noviembre de 2018.

## Argumento
La película está ambientada en 1960. Jeannette y Jerry Brinson se mudaron recientemente a Great Falls, Montana, con su hijo adolescente Joe. Las tensiones aumentan después de que Jerry es despedido de un trabajo como profesional de golf en un club de campo. Le ofrecen su antiguo trabajo, pero se niega por orgullo, y en su lugar acepta un trabajo mal pagado en un incendio forestal que se desata en las montañas cercanas.
Mientras Jerry está ausente, Jeannette toma un trabajo como instructora de natación y se involucra románticamente con uno de sus alumnos, Warren Miller, un próspero hombre mayor que posee un concesionario de automóviles. Ella no le oculta su romance a su hijo, sino que lo hace alardear, "como si necesitara a Joe para que comprenda hasta qué punto su vida de casada finalmente la ha trastornado".
Jerry regresa y su matrimonio se desintegra, con Joe quedándose con Jerry mientras Jeannette se muda a Oregón.

## Reparto
- Jake Gyllenhaal como Jerry Brinson
- Carey Mulligan como Jeanette Brinson
- Ed Oxenbould como Joe Brinson
- Zoe Margaret Colletti como Ruth-Ann
- Bill Camp como Warren Miller.
- Darryl Cox como Clarence Snow

## Producción

### Desarrollo
En julio de 2016, se anunció que Paul Dano adaptaría la novela de Richard Ford con un guion que había coescrito con Zoe Kazan, y que ni Dano ni Kazan actuarían en la película. Dano declaró: "En el libro de Richard me vi a mí mismo y a muchos otros. Siempre quise hacer películas, y siempre he sabido que haría películas sobre la familia". También ha dicho que esta es la primera de una serie de películas que quiere hacer sobre familias disfuncionales. La película es producida por June Pictures, con el presidente Alex Saks como productor, así como por Nine Stories Productions. En septiembre de 2016, se anunció que Jake Gyllenhaal y Carey Mulligan protagonizarían la película. El compositor estadounidense David Lang está escribiendo la banda sonora.

### Rodaje
El rodaje de la película tuvo lugar en Montana y en Oklahoma debido a las preocupaciones sobre el clima invernal en Montana.

## Estreno
La película tuvo su estreno mundial en el Festival de Cine de Sundance el 20 de enero de 2018. Poco después, IFC Films adquirió los derechos de distribución de la película en los Estados Unidos. Se proyectó en el Festival de Cine de Cannes el 9 de mayo de 2018. También se proyectó en el Festival Internacional de Cine de Toronto el 6 de septiembre de 2018, el Festival de Cine de Nueva York el 30 de septiembre de 2018, el Festival de Cine de Woodstock el 13 de octubre de 2018 y el Festival de Cine de Nueva Orleans el 18 de octubre de 2018. Wildlife fue estrenada en los Estados Unidos el 19 de octubre de 2018.

## Recepción
En el sitio Rotten Tomatoes, la película tiene un índice de aprobación del 94% basado en 108 comentarios y una calificación promedio de 7.8/10. El consenso crítico del sitio web dice: "El retrato de una familia en crisis de Wildlife está bellamente compuesto por el director Paul Dano, y cobra vida de manera brillante con la mejor actuación de Carey Mulligan". En Metacritic, la película tiene un puntaje promedio ponderado de 80 sobre 100, basado en 37 críticos, que indican "críticas generalmente favorables".
El crítico del New York Times, Glenn Kenny, calificó a Wildlife como una "película excelente", calificándola como "un drama doméstico tanto triste como aterrador". Kenny elogió al elenco por su actuación "excepcional", y dijo que Mulligan "ofrece la mejor interpretación que he visto en la película este año". Llamó a Oxenbould "un hallazgo emocionante" y elogió la dirección y la cinematografía.
En RogerEbert.com, Brian Tallerico le dio a la película 3.5 de 4 estrellas, diciendo: "Esta es una pieza cinematográfica realizada y conmovedora, que se preocupa por sus personajes y confía en sus intérpretes. Viene de una escuela de teatro relativamente antigua. narración, pero se conecta emocionalmente debido al trabajo tierno pero seguro de Dano y lo que él puede obtener de dos de los mejores artistas de su generación ". Owen Gleiberman, de Variety, calificó a Dano como "un cineasta de origen natural, atento a las composiciones de repuesto elegantes que se abstienen de ser demasiado vistosas" y le dio a la película 4 de 5 estrellas.
David Edelstein, escribió para Vulture le dio a la película la máxima calificación, calificando la película de "excelente", diciendo "[Dano] le da espacio a sus actores para que los ritmos sean los suyos, y nos detienen en las duras escenas finales y el final agridulce". Jordan Hoffman, de The Guardian, dio a la película tres estrellas de cada cinco, diciendo: "Es una historia tranquila y sutil y, como suele suceder cuando un actor realiza su primer viaje detrás de la cámara, un escaparate de actuaciones increíbles".